# GNU Shepherd
Pour les articles homonymes, voir dmd.
GNU Daemon Shepherd ou GNU Shepherd, anciennement connu sous le nom de GNU dmd, est un gestionnaire de services. Il remplace les capacités de gestion des services de SysV-init (ou de tout autre init) par un système à la fois puissant et performant basé sur les dépendances. Il est destiné à être utilisé sur GNU/Hurd, mais il est censé fonctionner sur tous les systèmes de type POSIX où Guile est disponible. Il est utilisé comme gestionnaire de service par défaut dans Guix System.